# Josip Rukavina
Pour les articles homonymes, voir Rukavina.
Josip Rukavina est un joueur d'échecs yougoslave puis croate né le 29 octobre 1942

## Biographie et carrière
Rukavina fut un des meilleurs joueurs yougoslaves au début des années 1970. En 1972, il finit deuxième ex æquo de la finale du championnat de Yougoslavie d'échecs. Grâce à ce résultat, il fut sélectionné pour participer à l'Olympiade de Skopje en 1972, marquant 3 points sur 6 comme échiquier de réserve (deuxième remplaçant) et remportant la médaille de bronze par équipe avec la Yougoslavie. Il reçut le titre de maître international en 1972, .
En 1972, Rukavina remporta, avec Jan Smejkal, le tournoi zonal de Vrnjacka Banja, ce qui le qualifiait pour le tournoi interzonal de Leningrad où participaient entre autres Karpov, Kortchnoï, Tal, Larsen, Hübner, Robert Byrne, Gligoric, Taïmanov, Uhlmann et Torre. Rukavina marqua 6,5 point sur 17 (quinzième place parmi les dix-huit participants), battant les joueurs soviétiques Viktor Kortchnoï, Mikhaïl Tal et Vladimir Toukmakov. En 1974, il fut à nouveau deuxième ex æquo du championnat de Yougoslavie.
En 1980, il finit premier, ex æquo avec trois autres joueurs, de l'open du festival d'échecs de Bienne.
Il obtint son meilleur classement Elo en juillet 1985 avec 2 510 points et une 78e place au classement mondial de la FIDE.
Avec la Yougoslavie, il remporta la Mitropa Cup en 1978 (il jouait au deuxième échiquier).